# Hans Hirtz
Hans Hirtz (1400 – Strasburgo, 1463) è stato un pittore tedesco.

## Biografia
Il percorso di studi e di formazione di Hirtz si svolse nei circoli artistici di Strasburgo, dove i documenti storici rintracciabili lo attestarono operante dal 1421 al 1463, e lo definirono come uno dei più importanti pittori germanici della sua epoca.
Fu iscritto alla gilda dei pittori di Strasburgo.
Il suo stile aderì al tardo gotico della zona del Reno e gli storici dell'arte lo identificano con l'artista che realizzò i sette pannelli de La Passione di Karlsruher, una delle opere più significative e pregevoli del tardo Medioevo germanico.
Tra i pannelli attualmente conservati al Museo Wallraf-Richartz di Colonia, si possono citare una Crocifissione, una Preghiera al Monte degli Ulivi, una Flagellazione e una Cattura di Cristo.
Sono attribuiti a Hirtz anche i lavori eseguiti alle vetrate delle chiese di Saint-Pierre-le-Vieux e di San Guglielmo a Strasburgo.